# Хнодомарије
Хнодомарије или Хнондомарије (Гундомар), краљ Алемана који је ушао у римску историју 351. г. Пошто се узурпатор Магненције прогласио за цара у Августодунуму (данас Отен), Констанције је склопио савез са Алеманима и подстакао их да упадну у Галију. Под вођством свог краља Хнодомарија, они су прешли Рајну, поразили узурпаторовог брата цезара Децентија, уништили многе градове и опустошили земљу без икаквог отпора. Године 356. г. Хнодомарије се сукобио с цезаром Јулијаном, потоњим царем, који је успео да сузбије навалу Алемана у Галији, потпуно их разбивши идуће године у бици код Аргенторатума (данас Стразбур). Хнодомарије је у свом логору окупио контингенте шест алеманских поглавица, тј. Вестралпове, Уријеве, Урзицинове, Свомаријеве, Хортаријеве и оне од сина Хнодомаријевог брата Медериха — Серапиона. Међутим, и поред сјајног отпора били су на крају присиљени да се повуку, остављајући на пољу 6.000 погинулих. Немајући другог излаза од преласка Рајне, стали су да је прелазе у оној пометњи због чега је животе изгубило њих на хиљаде. Амијан Марцелин наводи да су Римљани изгубили свега 243 војника и 4 официра, али овај податак не мора нужно бити веродостојан. Хнодомарије је допао заробљеништва и доведен је пред Јулијана. Овај је љубазно поступао с њим, да би га потом одаслао у Рим, где је држан у Кастри перегрини на Целију. Тамо је и умро природном смрћу нешто касније.